# Steriphopus lacertosus
Steriphopus lacertosus är en spindelart som beskrevs av Simon 1898. Steriphopus lacertosus ingår i släktet Steriphopus och familjen Palpimanidae.
Artens utbredningsområde är Seychellerna. Inga underarter finns listade i Catalogue of Life.